# احمد هایل
احمد هایل (انگلیسی: Ahmad Hayel؛ زادهٔ ۳۰ اکتبر ۱۹۸۳) یک بازیکن فوتبال اهل اردن است.
وی همچنین در تیم ملی فوتبال اردن بازی کرده‌است.